# Некке, Герман
Герман Некке (нем. Hermann Necke; 8 ноября 1850, Виэ — 15 февраля 1912, Лейпциг) — немецкий композитор, дирижёр, пианист и скрипач эпохи романтизма. Автор более 400 опусов. Наиболее известен благодаря произведению «Csikós Post» в ми миноре, впервые опубликованному в 1895 году как часть сборника Klänge aus Ungarn («Звуки Венгрии»), опус 286.
При жизни был достаточно знаменит в Европе и Америке. Американский журнал The Etude описал его музыку как «отличающуюся приятной оригинальностью».

## Биография

### Ранние годы
Некке вырос в Виэ; он, по словам биографа Дж. Ф. Кука, «получил начальное образование под руководством нескольких известных учителей Германии». Его желание стать композитором проявлялось уже с юных лет. Музыкальные работы Некке быстро привлекли множество издателей, большая их часть публиковалась в Кёльне П. Й. Тонгером. В молодости Некке увлекался венгерской культурой. Первыми его произведениями были галоп и рейнландский танец для духового оркестра, сочинённые в 1873 году, когда композитору было 23 года.

### Творческий путь
Некке возглавлял несколько певческих обществ ― в первую очередь Мужское певческое общество Дюрена (нем. Dürener Männergesangverein) с 1877 по 1895 год. Оно было основано 6 сентября 1877 года членами аналогичной группы, когда новоизбранный дирижёр, отличавшийся строгим характером, заставил многих её участников уйти из хора. По словам Хильдегарда фон Радцибора, единственная цель новой ассоциации, изложенная Некке, заключалась в том, чтобы мужчины могли усовершенствовать навыки своего пения в дружеской обстановке посредством еженедельных встреч и практических упражнений; для этого общество устраивало многочисленные частные и публичные представления.

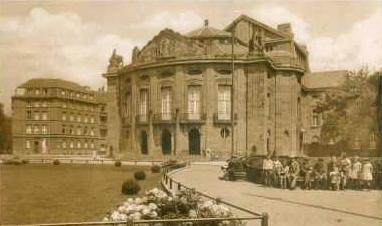
Дюренский театр в 1918 году. Здание было разрушено во время Второй мировой войны

Примерно в то же время, когда было основано Дюренское певческое общество, Некке также взял на себя управление хором пожарной команды Дюрена (который вскоре превратился в хор городской капеллы). Его пребывание на этой должности продлилось до выхода на пенсию в 1910 году и было очень хорошо встречено современниками. В 1907 году Некке принял участие в открытии Дюренского театра.
Начиная с 1884 года, Некке стал организовывать концерты под названием «Песенное застолье» (нем. Liedertafel), на которые приглашались такие музыканты, как Франц Литтершайд. Сам Некке также выступал на этих концертах в роли пианиста или скрипача; его скрипичный репертуар включал в себя «Концертную балладу и полонез» Анри Вьётана и концерты для скрипки Шарля Огюста де Берио. После выхода на пенсию Некке в 1910 году организаторами концертов стали Э. Йос Мюллер и А. Бауэр, в 1918 году их проведение прекратилось.